# Ernesto Acher
Ernesto Acher (Buenos Aires, 9 de octubre de 1939) es un compositor, humorista, arquitecto multiinstrumentista y director orquestal argentino. Fue integrante de Les Luthiers entre 1971 y 1986, donde trabajó como compositor, actor, constructor de instrumentos, cantante y ejecutante de más de una veintena de instrumentos. Antes de dejar el grupo estuvo involucrado en proyectos individuales como compositor, incluyendo una banda sonora, un cuarteto para clarinete y cuerdas, un sexteto para cuerdas y un poema sinfónico para viola y orquesta. En 1988 fundó La Banda Elástica, nucleando a destacadas figuras del jazz argentino. El grupo se disolvió en 1993. También actuó como comediante desde 1993, trabajó en radio, incursionó en la dirección orquestal y desarrolló múltiples proyectos musicales y humorísticos. En el año 2002 decidió radicarse en Chile en donde, además de su actividad artística, fue durante siete años profesor en la Universidad Diego Portales de Santiago. Después de haber vivido en Concepción, Santiago y Linares, en septiembre de 2016 emprendió el regreso a Buenos Aires, donde reside actualmente.

## Biografía

### Formación y trayectoria
De niño, estudió piano y luego pasó al clarinete cuando se interesó en el jazz durante su adolescencia. En 1965 se graduó como arquitecto en la Facultad de Arquitectura y Urbanismo (Universidad de Buenos Aires), donde además ejerció como docente de diseño de estructuras especiales. Paralelamente, avanzó en sus estudios musicales con Erwin Leuchter. En enero de 1971 dejó de lado la arquitectura para dedicarse a la música. Años más tarde retomó estudios musicales con José Maranzano y mucho después abordó la dirección orquestal bajo la guía del maestro Carlos Calleja.

### Les Luthiers
En marzo de 1971 se integró a Les Luthiers, como reemplazante de Marcos Mundstock en la lectura de los textos de presentación y además como ejecutante de varios instrumentos, tanto formales como informales. Su primer trabajo como compositor para el grupo fue una obra de jazz para instrumentos informales, Tristezas del Manuela. Cuando Mundstock volvió en 1972, se invitó a Acher a permanecer en el grupo como compositor, arreglador y multinstrumentista. Fue el impulsor de la estructura colectiva del grupo, del uso de equipos de amplificación para las presentaciones del grupo, anticipando los cambios de escala en los escenarios que vendrían, y también el gestor de la carrera discográfica de Les Luthiers, al conectar al grupo con su amigo Alfredo Radoszynski, responsable en ese entonces del legendario sello Trova, e impulsar las grabaciones como medio de incrementar la llegada al público. De sus aportes como compositor son de destacar: el ciclo de obras de jazz con títulos “monovocálicos” (idea complementaria de Carlos Núñez Cortés): Miss Lilly Higgins, Bob Gordon, Papa Garland, Pepper Clemens y Truthful Lulu; sus obras folklóricas La yegua mía, Añoralgias y Epopeya de los quince jinetes; Teresa y el Oso, un poema sinfónico para relator y conjunto de instrumentos informales, parodia de Pedro y el lobo, que en 1976 transcribió para relator, instrumentos informales y orquesta sinfónica, grabada bajo la dirección de López Puccio; el Cuarteto Op.44 para cinco instrumentistas y la Cantata de Don Rodrigo, en colaboración con Maronna y López Puccio. Sus papeles protagónicos más recordados son Don Rodrigo de la Cantata, el rey loco de El rey enamorado y el "nene" de La gallina dijo Eureka.
En la construcción de instrumentos, se destacan el “gom-horn a pistones”, el “gom-horn da testa” y el “calephone”. También colaboró con Carlos Núñez Cortés en la construcción del “glamocot” (utilizado en Teresa y el Oso) y el “clamaneus”, que se usó junto a la "gaita de cámara" en la obra "Vote a Ortega". También colaboró con Carlos Iraldi en el diseño de Antenor, el robot musical de Muchas gracias de nada.
Es de destacar que, además de su habilidad como compositor y arreglador, hizo un gran aporte en el abordaje de distintos géneros y estilos gracias a su notable versatilidad en la ejecución de instrumentos: clarinete, clarinete bajo, corno, trombón, fliscorno, piano, flauta dulce, armónica, acordeón, batería y percusiones varias, gom-horn, bocineta, chelo legüero, calephone, yerbomatófono, tubófono y dactilófono.
Además de su actividad en el grupo, compuso la banda sonora de un mediometraje de Carlos Jerusalinsky (Caja de sorpresas), premiada en el Festival Uncipar, 1976, y estrenó dos composiciones suyas: Sexteto para cuerdas, en el Festival de Música Contemporánea, Santiago de Chile, 1978, y Molloy, poema sinfónico para viola y orquesta, con Marcela Magín como solista y la Filarmónica de Buenos Aires, con la dirección de Pedro I. Calderón.
Tras trabajar extensamente como parte de Les Luthiers, dejó el grupo a fines de 1986 por razones que Acher mantiene en privado. Usualmente responde esa pregunta con un diplomático "Les Luthiers era un matrimonio múltiple, y no es de caballeros preguntar a un matrimonio qué le pasó".

### Juegos
A comienzos de 1987, entre febrero y abril grabó el disco Juegos para el sello Microfón, con bromas musicales que mezclan obras del ámbito clásico y popular, apelando a parentescos melódicos, armónicos y rítmicos. Con este material y otros nuevos, posteriormente, elaboró sus presentaciones en vivo que denominó Veladas espeluznantes.

### La Banda Elástica
A principios de 1988 reunió a algunos de los mejores músicos del ambiente jazzístico argentino y fundó La Banda Elástica, cuya formación era: Carlos Costantini (trompeta, fluegelhorn, teclado, bajo, canto, composición y arreglos); Hugo Pierre (saxo alto & soprano, clarinete); Enrique Varela (saxo tenor & soprano, clarinete, canto); Ernesto Acher (trompeta, trombón, saxo barítono, clarinete, clarinete bajo, corno, piano, canto, composición y arreglos); Jorge Navarro (piano, teclado, percusión, vibrafón, canto); Ricardo Lew (guitarras, bajo, percusión, composición y arreglos); Juan Amaral (bajo, guitarra, canto); Enrique Roizner (batería, percusión). El fundamento de la agrupación era abordar todo tipo de música, desde el jazz hasta el folklore, sin privarse del humor, tanto musical como gestual, y ciertamente sin dejar de lado un cierto sabor jazzístico. Este último aspecto motivó la frase del recordado trombonista (y chef) Christian Kellens: "Lo de ustedes es un apostolado, porque hacen jazz todo el tiempo y la gente lo disfruta tal vez sin darse cuenta..."). Otro aspecto importante es que las múltiples capacidades de los integrantes permitían abordar los distintos géneros con muy diferentes formaciones instrumentales. La primera presentación se realizó en el Teatro Cervantes, en junio de 1988, con gran resonancia de público y crítica. Le siguieron temporadas de gran suceso en Buenos Aires (Teatro Blanca Podestá, Teatro Lorange, Teatro del Globo) y Mar del Plata (Teatro de las Estrellas, Teatro Colón), con tres discos editados y una gran cantidad de premios, además de presentaciones en el interior del país, Montevideo, Sao Paulo y Asunción. En 1991 ideó y organizó Juntos en concierto, fusionando a la Banda Elástica con la Camerata Bariloche, con gran éxito de público en las presentaciones del Teatro Opera y del Luna Park. El grupo se disolvió en 1993.

### Múltiples proyectos
En 1993, Acher se presentó por primera vez como comediante en su unipersonal Humor, con Acher e hizo su primera presentación en radio con Los rincones de Acher en FM Del Plata, ciclo que repitió en Radio Clásica, FM Palermo, y años después en Radio Universidad de Concepción (Concepción, Chile) y Radio Universidad de Chile (Santiago, Chile). También en 1993 estrenó la primera versión de sus Veladas espeluznantes, dirigiendo a la Orquesta Sinfónica de Rosario, con la participación de sus amigos Daniel Schapiro y Carlos Núñez Cortés. Con las Veladas espeluznantes, en múltiples y renovadas versiones, se presentó en Córdoba, Mendoza, Rosario, Bahía Blanca (Argentina) y en Concepción, Santiago y Antofagasta (Chile). En 1995 fundó la "Offside Chamber Orchestra”, una sinfónica en miniatura (23 integrantes), con la que hacían un variado repertorio, desde bromas musicales hasta repertorio sinfónico en reducción. Se presentó en innumerables eventos privados y durante 1996 en una temporada en el entonces recuperado Teatro Lassalle de Buenos Aires.
En 1997 presentó Gershwin, el hombre que amamos, junto a Jorge Navarro y Rubén Baby López Fürst. Con arreglos propios y de López Fürst, el concierto combinaba el dúo de pianos Navarro-López Furst con una orquesta sinfónica, en un planteo de jazz sinfónico del más alto nivel. Tras un estreno tentativo de dos funciones en el Teatro Avenida, a principios de octubre, las presentaciones se prolongaron hasta fines de noviembre. El ciclo se repitió al año siguiente, y además se presentó en Córdoba, Santa Fe, Mar del Plata y Sao Paulo (Brasil). El fallecimiento de López Fürst, en julio del 2000, truncó ese exitoso recorrido y malogró la posibilidad de una presentación en Los Ángeles (EE. UU.), con la American Jazz Philharmonic. La grabación del concierto en 1997 se editó al año siguiente en el sello Polygram. En septiembre de 2010, el sello Acqua editó un álbum conteniendo un DVD con el video grabado en 1998 y un CD con la grabación del primer concierto del dúo Navarro-López Fürst (1986), rescatado y masterizado por el propio Acher.
En 1999, luego de algunos proyectos de cámara con su amigo Jorge de la Vega (solista de flauta de la Orquesta Estable del Teatro Colón), juntos presentaron Los animales de la música, con una orquesta de 40 integrantes, De la Vega como solista y Acher en los arreglos y dirección. Los permanentes juegos y bromas entre ellos, en un contexto musical lleno de humor y sutilezas, hacían las delicias de chicos y grandes. Después de un primer exitoso ciclo en el Teatro Avenida, al año siguiente volvió a presentarse en el Teatro San Martín. Luego de un paréntesis, el espectáculo regresó con toda la fuerza en el 2005 con un ciclo en el Teatro Colón, repitiéndose al año siguiente con más de veinte funciones a sala llena en ese escenario principal. Además, se presentó en Córdoba, Bahía Blanca, Asunción (Paraguay) y continúa haciéndolo con éxito en distintos ámbitos.
En la Semana Santa de 2006, en el Festival del Vino de la provincia de Mendoza, Acher readaptó los arreglos y volvió a presentar Gershwin, el hombre que amamos, con el trío de Jorge Navarro y orquesta. El éxito de esta nueva versión hizo que las presentaciones se repitieran en el Teatro Colón de Buenos Aires, el Teatro San Martín de Tucumán, el Festival de Jazz de Campana y los teatros Coliseo y Opera de Buenos Aires.
Después de vivir poco más de un año en la provincia de Córdoba, a principios de 2002 Acher decidió radicarse en Chile, primero en Concepción y luego en Santiago. Estando en Concepción generó nuevos proyectos como el Homenaje a Piazzolla, para orquesta de cámara, estrenado en 2002 con músicos de la Orquesta Sinfónica de la Universidad de Concepción, y repetido en años siguientes con la Orquesta de Cámara de Chile y la Orquesta de Cámara de la Escuela Moderna de Música. En 2003 presentó Fantasía en concierto, con cinco capítulos de la obra de Disney y la música en vivo, y en el 2004 fue el turno de La orquesta va al colegio, un concierto sinfónico-didáctico; estos dos últimos con la orquesta de la Universidad de Concepción. Antes de partir a Santiago presentó ¿Acher en serio?, con una formación de cámara y un repertorio que incluía obras de Jobim, Schreker, Piazzolla y Richard Strauss.
A partir de 2006 inició una fructífera colaboración con Virulo (Alejandro García), humorista cubano de larga trayectoria. Junto a él y otros dos prestigiosos humoristas venezolanos, Laureano Márquez y Emilio Lovera, presentaron Cuarteto de humor en una misma cuerda en sendas giras por México, Venezuela y España (Canarias), además de una presentación individual en La Habana, Cuba. En diciembre de 2009, con Virulo presentaron en La Habana Juegos sinfóniquísimos, mezclando bromas musicales con canciones del mismo Virulo orquestadas por Acher.
Desde 2006 hasta 2012 fue profesor de ramos literarios e historia del arte en la Universidad Diego Portales de Santiago de Chile.
En noviembre de 2011 presentó en Buenos Aires su Homenaje a Piazzolla, grabado y editado por Acqua Records.
Luego de un breve período como director artístico del Teatro Municipal de Linares, en el segundo semestre de 2013, en octubre del mismo año fue nombrado Director Residente de la Orquesta Clásica del Maule, con sede en el Teatro Regional del Maule, Talca, cargo que desempeñó hasta fines del 2014.
Entre el 2013 y 2015 repuso en varias oportunidades Juegos sinfoniquísimos junto a Virulo y Gershwin, el hombre que amamos junto a Jorge Navarro.

### Actualidad
Una vez regresado a Buenos Aires, a principios de 2017 retomó su actividad humorística con Humor a la carta y en marzo repuso su programa Los rincones de Acher en Radio Nacional Clásica. A mediados de año fue contratado por el "Polo bandoneón", ente dedicado a la enseñanza y promoción del tango entre los jóvenes, para la preparación de un concierto dedicado al compositor Juan Carlos Cobián, a realizarse en 2018. A fines de septiembre presentó en el Auditorio Piazzolla del Centro Cultural Borges La verdadera Cenicienta, cuento musical para toda la familia, realizado en colaboración con Jorge de la Vega. A principios de noviembre presentó nuevamente, con gran éxito de público, Gershwin, el hombre que amamos junto a Jorge Navarro.

## Discografía

### ConLes Luthiers
- 1972: Cantata Laxaton
- 1973: Volumen 3
- 1976: Volumen 4
- 1979: Mastropiero que nunca
- 1980: Les Luthiers hacen muchas gracias de nada
- 1983: Volumen 7

### ConLa Banda Elástica
- 1990: Volumen 1
- 1991: Volumen 2
- 1992: Perche Mi Piace

### Otros
- 1987: Juegos (solista)
- 1997: Gershwin, el hombre que amamos (con Jorge Navarro y Baby López Fürst)
- 2003: Quorum Vol. 1 (con Quorum)
- 2011: Homenaje a Piazzolla (Solista)
- 2016: Juegos Sinfoniquísimos (con Virulo)

## Composiciones
- 1971
  - Manuela's blues (Les Luthiers - Instrumental)
- 1972
  - Si no fuera santiagueño (Les Luthiers - música, con López Puccio y Maronna)
  - La Bossa Nostra (Les Luthiers - música, con Maronna y Nuñez Cortés)
- 1973
  - Les nuits de Paris (Les Luthiers - con López Puccio y Maronna)
  - Serenata mariachi (Les Luthiers - música, con Maronna)
  - Miss Lilly Higgins sings shimmy in Mississippi's spring (Les Luthiers - música, para dieciséis instrumentos, versión grabada)
- 1974
  - Miss Lilly Higgins sings shimmy in Mississippi's spring (Les Luthiers - música, para sexteto, en vivo)
  - La yegua mía (Les Luthiers - música)
- 1975
  - Teresa y el oso (Les Luthiers - música)
  - Doctor Bob Gordon shops for hot dogs from Boston (Les Luthiers - instrumental)
  - El explicao (Les Luthiers - música, con Núñez Cortés)
- 1976
  - Caja de sorpresas (banda sonora para cortometraje de Carlos Jerusalinsky)
  - Teresa y el oso (Les Luthiers - música, transcripción para orquesta e instrumentos informales solistas)
  - Dos movimientos para clarinete y cuerdas
- 1977
  - Visita a la Universidad de Wildstone (Les Luthiers - música)
  - Lazy Daisy (Les Luthiers - con Carlos Núñez Cortés)
  - Cantata de Don Rodrigo (Les Luthiers - con López Puccio y Maronna)
- 1978
  - Sexteto para cuerdas (Festival de Música Contemporánea, Santiago de Chile)
- 1979
  - Sinfonía interrumpida (Les Luthiers - música)
  - Cartas de color (Les Luthiers - música, con Núñez Cortés)
- 1980
  - Molloy (Poema sinfónico para viola y orquesta)
- 1981
  - Cuarteto Opus 44 (Les Luthiers - instrumental)
  - Papa Garland had a hat, and a jazz-band and a mat, and a black fat cat (Les Luthiers - instrumental)
  - Añoralgias (Les Luthiers - música)
- 1983
  - Cardoso en Gulevandia (Les Luthiers - música)
  - Entreteniciencia familiar (Les Luthiers - música)
  - Pepper Clemens sent the messenger, nevertheless the reverend left the herd (Les Luthiers - instrumental)
  - El regreso (Les Luthiers - música)
- 1985
  - Vea esta noche (Les Luthiers - música)
  - Truthful Lulu pulls thru Zulus (Les Luthiers - instrumental)
  - Epopeya de los quince jinetes (Les Luthiers - música)
- 1988
  - Casi blues (La Banda Elástica)
  - Parapaco (La Banda Elástica - con Ricardo Lew)
  - Diatriba de amor contra un hombre sentado (música incidental para la obra teatral de G. García Márquez)
- 1990
  - Historia de los blues en fascículos (La Banda Elástica - con Carlos Costantini y Ricardo Lew)
  - Dedos y luces (La Banda Elástica - con Enrique Varela)
- 1992
  - Un toque de distensión (La Banda Elástica)
- 2001
  - La nona (musical basado en la obra de Roberto Cossa, con textos en colaboración con Eduardo Rovner)
  - Rincones (suite de aires folklóricos argentinos), originalmente para banda sinfónica y luego transcripta para orquesta.